# 第二沃茲內森卡
46°25′15″N 29°10′41″E / 46.42083°N 29.17806°E
第二沃茲內森卡（烏克蘭語：Вознесенка Друга）是位於烏克蘭西南部的村莊，由敖德萨州博爾赫拉德區的博羅迪諾市鎮負責管轄。該村處於阿爾薩河畔，始建於1912年，面積0.89平方公里，海拔高度154米，2001年人口425。